# Petit-Failly
Petit-Failly is een gemeente in het Franse departement Meurthe-et-Moselle (regio Grand Est) en telt 79 inwoners (2009).
De gemeente maakt deel uit van het arrondissement Briey en sinds 22 maart 2015 van het kanton Mont-Saint-Martin. Daarvoor hoorde het bij het kanton Longuyon, dat op die dag opgeheven werd.

## Geografie
De oppervlakte van Petit-Failly bedraagt 8,0 km², de bevolkingsdichtheid is dus 9,9 inwoners per km².
Het plaatsje ligt aan de Othain. In dezelfde gemeente ligt ook de plaats Petit-Xivry.
De onderstaande kaart toont de ligging van Petit-Failly met de belangrijkste infrastructuur en aangrenzende gemeenten.

## Demografie
Onderstaande figuur toont het verloop van het inwonertal (bron: INSEE-tellingen).